# Goldgräber von 1933
Goldgräber von 1933 (Originaltitel: Gold Diggers of 1933) ist ein US-amerikanischer Musicalfilm des Regisseurs Mervyn LeRoy aus dem Jahr 1933, basierend auf dem zwischen 1919 und 1920 282fach aufgeführten Bühnenstück The Gold Diggers von Avery Hopwood. In Österreich kam der Film im Jahr 1936 unter dem Titel Reiche Herren bevorzugt in den Verleih. Die Erstaufführung in Deutschland fand am 13. Dezember 1978 im deutschen Fernsehen statt. Es wurde die Originalversion mit deutschen Untertiteln ausgestrahlt. Eine deutsche Synchronfassung wurde erstmals am 17. Oktober 1995 in der ARD gezeigt.

## Handlung
Die „Goldgräber“ sind vier befreundete Musicaldarstellerinnen: die unschuldig wirkende Polly, die Sängerin Carol, die Komödiantin Trixie und die glamouröse Fay. Auf dem Höhepunkt der Weltwirtschaftskrise muss der sie beschäftigende Produzent Hopkins seine Show einstellen, weil er die offenen Rechnungen nicht mehr bezahlen kann. Im Appartement, das Polly, Carol und Trixie bewohnen, erklärt Hopkins, dass er zwar Ideen für eine neue Show habe, aber es an Geld mangele. Zufällig hört er das brillante Klavierspiel von Brad, einem Nachbarn und Pollys Freund, und die beiden kommen ins Gespräch.
Brad bietet Hopkins an, mit 15.000 US-Dollar die Show zu unterstützen und die Musik zu schreiben. Er lehnt es aber ab, selber aufzutreten. Zuerst sind die Frauen misstrauisch, woher der scheinbar mittellose Musiker das viele Geld hernehmen möchte, doch Brad kann Hopkins tatsächlich die Show finanzieren. Nun entsteht bei den Showgirls der Verdacht, Brad sei kriminell, denn er erzählt nichts über seine Vergangenheit und kurz bevor er die 15.000 US-Dollar zur Finanzierung gebracht hat, wurden aus einer Bank 20.000 US-Dollar gestohlen.
Kurz vor der Premiere erleidet der männliche Hauptdarsteller einen Hexenschuss. Brad muss seine Rolle in der Show übernehmen. Dabei wird er von Zuschauern erkannt und es stellt sich heraus, dass Brad ein Millionärssohn ist. Sein Bruder Lawrence und der Familienanwalt Peabody erfahren durch einen Zeitungsartikel von dem Auftritt und reisen nach New York. Da sie um den Ruf der altehrwürdigen Familie fürchten, wollen sie weitere Auftritte von Brad verhindern und auch seine Beziehung mit Polly auflösen.
Fälschlicherweise hält Lawrence Carol für Brads Freundin und verhält sich ihr gegenüber abschätzig. Carol ist darüber verärgert. Die Gruppe beschließt, Lawrence und Peabody nicht darüber aufzuklären, wer Polly wirklich ist und ein Spiel mit ihnen zu spielen. Währenddessen sieht Trixie in dem Anwalt Peabody das Ziel ihrer Wünsche: einen reichen Mann. Die Verwicklungen nehmen zu, bis am Ende Brad Polly heiratet, Carol und Lawrence ein Paar werden und auch Trixie ihren Anwalt heiraten kann. Schließlich endet der Film mit der Premiere der Bühnenshow, die zu einem großen Erfolg wird.

## Hintergrund
Hopwoods Bühnenstück wurde vor diesem Film schon zweimal verfilmt: 1923 mit dem Titel The Gold Diggers von Harry Beaumont als Stummfilm und 1929 als Tonfilm von Roy Del Ruth mit dem Titel The Gold Diggers of Broadway.
Der über den Film hinaus bekannt gewordene Titelsong The Gold Diggers’ Song (We’re in the Money) wurde im Film in der Anfangsszene von Ginger Rogers und Chor vorgestellt. Die Musiknummer Remember My Forgotten Man enthält neben dem Gesang von Joan Blondell auch ein Gesangssolo der afroamerikanischen Künstlerin Etta Moten Barnett.
Tanz-Choreograph war Busby Berkeley, der auch im Film einen Kurzauftritt hat. Diese Warner Bros.-Produktion hatte ein Budget von 433.000 US-Dollar.
Einen im Abspann ungenannten Auftritt als Reporter hatte Charles Lane, der in seiner Karriere in mehr als 300 Filmen mitspielte. Musikalischer Direktor des Films war Leo F. Forbstein, als Ton-Ingenieur fungierte Nathan Levinson, die Kostüme wurden vom später dreifachen Oscarpreisträger (1952, 1958, 1960) Orry-Kelly angefertigt. Als Szenenbildner fungierte Anton Grot.

## Kritiken
Gold Diggers of 1933 gilt oftmals als ein Höhepunkt des amerikanischen Filmmusicals in der Depression-Ära. Bei Rotten Tomatoes besitzt der Film, basierend auf 13 Kritiken, eine positive Wertung von 100 % (Stand August 2024).

„Ein mehrfach verfilmtes Broadway-Musical mit hervorragenden Tanzeinlagen unter der Choreographie Busby Berkeleys.“

„Die Musik, die Handlung und die tollen, von Busby Berkeley inszenierten Tanzeinlagen stehen in seltener Eintracht nebeneinander. Zeitlose Revue mit aufregender Choreografie“

„Die Liebesturbulenzen dienen hier lediglich dazu eine Musik-Nummer nach der anderen zu präsentieren. Gut choreographierte Tanzeinlagen und die peppigen Songs sorgen für typisch Revue-Unterhaltung.“

## Auszeichnungen
- 1934: Oscar-Nominierung in der Kategorie Bester Ton für Nathan Levinson
- 2003: Aufnahme in das National Film Registry als Film, der in „kultureller, geschichtlicher oder ästhetischer Hinsicht“ bedeutsam gilt